# Próspero María Alarcón y Sánchez de la Barquera
Próspero María Alarcón y Sánchez de la Barquera (Lerma, Estado de México, México, 17 de diciembre de 1828 - Ciudad de México, México, 29 de marzo de 1908) fue un sacerdote católico mexicano y trigésimo arzobispo de México, sede episcopal desde la cual pudo colaborar con el gobierno de Porfirio Díaz en la política de reconciliación entre la Iglesia y el Estado y por la cual pudo mantener buenas relaciones con liberales y conservadores.

## Primeros años
Nació el 29 de julio de 1828 en Lerma, Estado de México. Su padre, Francisco Alarcón, falleció a temprana edad del futuro obispo y su madre, Magdalena Sánchez de la Barquera, y él fueron recibidos en casa de un tío político, quien moriría después, haciéndose cargo de la familia, el cura de Querétaro, Guillermo Sánchez de la Barquera. 
Próspero María inició sus estudios eclesiásticos en el Seminario Conciliar de México por iniciativa de su tío, licenciándose en Filosofía en 1846 y obteniendo el grado de Doctor en Teología en 1856.
Fue ordenado sacerdote en 1855 y celebró su primera misa el 19 de marzo del mismo año, en la parroquia de San José de la Ciudad de México.
Fue nombrado rector del Colegio de San Juan de Letrán de la Ciudad de México en 1864.

## Cargos eclesiásticos
En 1855 el arzobispo Lázaro de la Garza y Ballesteros nombró a Próspero cura de la parroquia de Santa Ana en Querétaro. 
Catedrático y vicerrector en su alma mater, fue elegido prebendado de la Catedral Metropolitana de la Ciudad de México en abril de 1864 y deán de la misma en 1885 y posteriormente vicario general de la Arquidiócesis de México

## Arzobispo de México
El Papa León XIII nombró a Próspero María Alarcón arzobispo de México el 17 de diciembre de 1891, casi un año después de la muerte de su predecesor, Pelagio Antonio de Labastida. Fue consagrado en la Catedral el 7 de febrero de 1892 por Ignacio Montes de Oca y Obregón, obispo de San Luis Potosí.
Desde los primeros años de su gobierno, el arzobispo se dedicó a organizar y hacer mejoras al Seminario, elevando el salario de los profesores, otorgando becas a los estudiantes de escasos recursos y contratando a sacerdotes de amplios conocimientos para que dieran las cátedras. 
Se dedicó a restaurar conventos, abrir escuelas primarias gratuitas, a la creación de un nuevo seminario en Valle de Bravo y a mejorar el funcionamiento de las parroquias. Además tuvo que sacar al gobierno eclesiástico de la bancarrota que había dejado su predecesor. 
En 1895 convocó al V Concilio Provincial Mexicano que se llevó a cabo del 23 de agosto al 1 de noviembre y en 1898 asistió al Concilio Plenario que convocó el Papa León XIII para los obispos latinoamericanos, en la Ciudad del Vaticano. 
Realizó obras de restauración de la antigua Basílica de Guadalupe y el 12 de octubre de 1895, por delegación pontificia y en presencia de todos los obispos mexicanos, de prelados extranjeros y de muchos fieles católicos, fue el encargado de coronar solemnemente a la Virgen de Guadalupe. 
Falleció el 29 de marzo de 1908 en la Ciudad de México, luego de una larga enfermedad en las vías respiratorias. Está sepultado, por deseo suyo, en la Villa de Guadalupe.
| Predecesor: Pelagio Antonio de Labastida y Dávalos | Arzobispo de México 1892 - 1908 | Sucesor: José Mora y del Río |